# Luis Pellicer
Luis Pellicer Coma (Solsona, Lérida, España, 19 de septiembre de 1930-Málaga, España, 14 de mayo de 2018) fue un futbolista español que jugaba como defensa.

## Trayectoria
Fue campeón de España aficionado con el F. C. Barcelona antes de pasar por la U. D. Lérida, equipo con el que debutó en Primera División en la campaña 1950-51. En 1955 pasó al Hércules C. F. y un año después al Real Gijón, donde consiguió un ascenso a la máxima categoría en la temporada 1956-57. En 1960 fichó por el C. D. Málaga, con el que logró su segundo ascenso a Primera División en la campaña 1961-62. Acabó su carrera en el Melilla C. F. en 1963.

## Clubes
| Club                     | País   | Año       |
| ------------------------ | ------ | --------- |
| U. D. Lérida             | España | 1950-1955 |
| Hércules C. F.           | España | 1955-1956 |
| Real Balompédica Linense | España | 1956      |
| Real Gijón               | España | 1956-1960 |
| C. D. Málaga             | España | 1960-1962 |
| Melilla C. F.            | España | 1962-1963 |